# Вараждинська жупанія
Вара́ждинська жупа́нія (хорв. Varaždinska županija) — жупанія на півночі Хорватії на кордоні зі Словенією. Столиця жупанії — місто Вараждин.

## Географія
На півночі жупанія межує з Меджимурською жупанією, на південному сході — з Копривницько-Крижевецькою жупанією, на півдні — з Загребською жупанією, на південному заході — з Крапинсько-Загорською жупанією. На північному заході жупанія виходить до державного кордону зі Словенією. Територією жупанії проходить низка важливих автомобільних та залізничних магістралей за напрямками Будапешт—Вараждин—Загреб і Марибор—Вараждин—Осієк.
Північна частина жупанії розташована на низинній долині Драви, південна більш горбиста. Межа з Крапинсько-Загорською жупанією проходить уздовж горбистого хребта Іванщиця, межа з Копривницько-Крижевецькою жупанією пролягає по кряжу Калник.

## Економіка
Текстильна галузь, ливарництво, харчова та лісова промисловість.

## Населення та адміністративний поділ
За даними перепису 2001 року, на території жупанії проживає 184 769 осіб, 97,7 % з яких становлять хорвати, 0,4 % — серби, а 0,3 % — словенці.
В адміністративному відношенні жупанію поділено на шість міст і 22 громади (станом на 2001 рік).
Міста:
- Вараждин
- Лудбрег
- Лепоглава
- Іванець
- Нові-Мароф
- Вараждинське Топлиці

Громади:
- Бедня
- Беретинець
- Брезниця
- Брезницький Хум
- Цестиця
- Доня Воча
- Мартіянець
- Горній Кнегинець
- Ялжабет
- Кленовник
- Любещиця
- Малий Буковець
- Марушевець
- Петріянець
- Срачинець
- Светий Джурдж
- Светий Ілія
- Трновець-Бартоловецький
- Великий Буковець
- Видовець
- Виниця
- Високо